# 庆葡街道
庆葡街道，是中华人民共和国黑龙江省大庆市大同区下辖的一个乡镇级行政单位。

## 行政区划
庆葡街道下辖以下地区：
葡北社区、葡中社区、葡西社区和葡南社区。